# Kvalspelet till europamästerskapet i volleyboll för damer 2021
Denna artikel beskriver kvalspelet till europamästerskapet i volleyboll för damer 2021.
Kvalmatcherna var ursprungligen planerade att hållas i augusti och september 2020, men på grund av COVID-19-pandemin beslutade CEV att skjuta upp matcherna. Den 29 juni 2020 släppte CEV ett preliminärt schema, med matcherna flyttade till januari. I december 2020 beslöt CEV att åter skjuta upp kvalspelet, denna gång till senast 16 maj 2021, då det fortfarande fanns många begränsningar för resor och för att arrangera idrottstävlingar.

## Kvalificering
Serbien, Bulgarien, Kroatien och Rumänien var som värdar direktkvalificerade. De åtta bäst placerade övriga lagen vid EM 2019 var också direktkvalificerade. Totalt 23 lag gjorde upp om de kvarvarande 12 mästerskapsplatserna.
|  | Kvalificerade för EM 2021            |
|  | Kvalificerade som värdar för EM 2021 |

| Europamästerskapet i volleyboll för damer 2019 - slutställning |               |
| Rank                                                           | Lag           |
| 1                                                              | Serbien       |
| 2                                                              | Turkiet       |
| 3                                                              | Italien       |
| 4                                                              | Polen         |
| 5                                                              | Nederländerna |
| 6                                                              | Tyskland      |
| 7                                                              | Ryssland      |
| 8                                                              | Bulgarien     |
| 9                                                              | Belgien       |
| 10                                                             | Azerbajdzjan  |
| 11                                                             | Kroatien      |
| 12                                                             | Slovakien     |
| 13                                                             | Rumänien      |
| 14                                                             | Grekland      |
| 15                                                             | Spanien       |
| 16                                                             | Slovenien     |
| 17                                                             | Ukraina       |
| 18                                                             | Finland       |
| 19                                                             | Schweiz       |
| 20                                                             | Ungern        |
| 21                                                             | Frankrike     |
| 22                                                             | Belarus       |
| 23                                                             | Estland       |
| 24                                                             | Portugal      |

## Format
Det fanns sex grupper med tre eller fyra lag i varje. De två bäst placerade lagen i varje grupp kvalificerade sig för mästerskap. Alla mötte alla, både hemma och borta, i varje grupp. Matcherna spelades 7 till 16 maj 2021.
Lagen fördelades i grupper enligt ett serpentinsystem baserat på landslagens europeiska ranking i januari 2020. På grund av resebegränsningar för medborgare i Kosovo flyttades laget till nästa möjliga grupp för vilken det inte fanns samma begränsningar. Lagens ranking står inom parentes.
| Grupp A      | Grupp B       | Grupp C        | Grupp D         | Grupp E        | Grupp F                      |
| ------------ | ------------- | -------------- | --------------- | -------------- | ---------------------------- |
| Belarus (11) | Ukraina (13)  | Spanien (14)   | Slovakien (15)  | Ungern (17)    | Slovenien (18)               |
| Schweiz (24) | Portugal (23) | Grekland (22)  | Finland (21)    | Frankrike (20) | Tjeckien (19)                |
| Estland (25) | Georgien (26) | Österrike (27) | Montenegro (28) | Israel (29)    | Bosnien och Hercegovina (30) |
|              | Sverige (34)  | Norge (32)     | Kosovo (40)     | Danmark (32)   | Lettland (30)                |

## Procedur för att bestäm placering i gruppen
1. Antalet vunna matcher
2. Matchpoäng (3 för vinst med 3-0 eller 3-1 i set, 2 för vinst 3-2 i set, 1 för förlust 2-3 i set och 0 för förlust 1-3 eller 0-3 i set)
3. Setkvot
4. Bollpoängskvot
5. Om två lag är lika efter alla ovanstående jämförelser så hamnar de lag som vann deras senaste inbördes möte överst. Om flera lag hamnar lika upprepas listpunkterna 1-3 för enbart lagens inbördes möten i gruppspelet.

## Result
|  | Kvalificerade till Europamästerskapet i volleyboll för damer 2021 |

### Grupp A
| # | Lag     | Matcher | Matcher | Poäng | Set | Set | Set    | Bollpoäng | Bollpoäng | Bollpoäng |
| # | Lag     | V       | F       | Poäng | V   | F   | Kvot   | V         | F         | Kvot      |
| - | ------- | ------- | ------- | ----- | --- | --- | ------ | --------- | --------- | --------- |
| 1 | Belarus | 4       | 0       | 12    | 12  | 1   | 12,000 | 322       | 260       | 1,238     |
| 2 | Schweiz | 2       | 2       | 5     | 7   | 9   | 0,778  | 339       | 345       | 0,983     |
| 3 | Estland | 0       | 4       | 1     | 3   | 12  | 0,250  | 303       | 359       | 0,844     |

- Arena:  Čyžoŭka-Arena, Team Sports Hall, Minsk, Belarus

| Datum  | Tid   |         | Resultat |         | Set 1 | Set 2 | Set 3 | Set 4 | Set 5 | Totalt | Rapport |
| ------ | ----- | ------- | -------- | ------- | ----- | ----- | ----- | ----- | ----- | ------ | ------- |
| 10 maj | 18:00 | Belarus | 3–0      | Estland | 25–23 | 25–20 | 25–18 |       |       | 75–61  | Report  |
| 11 maj | 18:00 | Estland | 2–3      | Schweiz | 25–18 | 19–25 | 15–25 | 25–23 | 14–16 | 98–107 | Report  |
| 12 maj | 18:00 | Schweiz | 1–3      | Belarus | 22–25 | 16–25 | 25–18 | 20–25 |       | 83–93  | Report  |
| 13 maj | 18:00 | Estland | 0–3      | Belarus | 22–25 | 27–29 | 16–25 |       |       | 65–79  | Report  |
| 14 maj | 18:00 | Schweiz | 3–1      | Estland | 25–15 | 23–25 | 25–17 | 25–22 |       | 98–79  | Report  |
| 15 maj | 18:00 | Belarus | 3–0      | Schweiz | 25–20 | 25–12 | 25–19 |       |       | 75–51  | Report  |

### Grupp B
| # | Lag      | Matcher | Matcher | Poäng | Set | Set | Set   | Bollpoäng | Bollpoäng | Bollpoäng |
| # | Lag      | V       | F       | Poäng | V   | F   | Kvot  | V         | F         | Kvot      |
| - | -------- | ------- | ------- | ----- | --- | --- | ----- | --------- | --------- | --------- |
| 1 | Sverige  | 5       | 1       | 14    | 16  | 6   | 2,667 | 507       | 377       | 1,345     |
| 2 | Ukraina  | 4       | 2       | 13    | 14  | 7   | 2,000 | 484       | 337       | 1,436     |
| 3 | Portugal | 3       | 3       | 9     | 11  | 10  | 1,100 | 452       | 402       | 1,124     |
| 4 | Georgien | 0       | 6       | 0     | 0   | 18  | 0,000 | 123       | 450       | 0,273     |

Speltillfälle 1
- Arena:  Centro de Deportos e Congressos de Matosinhos, Matosinhos, Portugal

| Datum | Tid   |          | Resultat |          | Set 1 | Set 2 | Set 3 | Set 4 | Set 5 | Totalt | Rapport |
| ----- | ----- | -------- | -------- | -------- | ----- | ----- | ----- | ----- | ----- | ------ | ------- |
| 7 maj | 19.00 | Portugal | 1–3      | Ukraina  | 25–20 | 21–25 | 23–25 | 19–25 |       | 88–95  | Report  |
| 7 maj | 00.00 | Georgien | 0–3      | Sverige  | 0–25  | 0–25  | 0–25  |       |       | 0–75   | Report  |
| 8 maj | 15.00 | Sverige  | 3–0      | Ukraina  | 27–25 | 25–19 | 25–18 |       |       | 77–62  | Report  |
| 8 maj | 00.00 | Georgien | 0–3      | Portugal | 0–25  | 0–25  | 0–25  |       |       | 0–75   | Report  |
| 9 maj | 00.00 | Ukraina  | 3–0      | Georgien | 25–0  | 25–0  | 25–0  |       |       | 75–0   | Report  |
| 9 maj | 15.00 | Sverige  | 3–1      | Portugal | 25–21 | 25–16 | 19–25 | 25–15 |       | 94–77  | Report  |

Speltillfälle 2
- Arena:  New Volleyball Arena, Tbilisi, Georgien

| Datum  | Tid   |          | Resultat |          | Set 1 | Set 2 | Set 3 | Set 4 | Set 5 | Totalt | Rapport |
| ------ | ----- | -------- | -------- | -------- | ----- | ----- | ----- | ----- | ----- | ------ | ------- |
| 14 maj | 15.30 | Georgien | 0–3      | Portugal | 19–25 | 15–25 | 16–25 |       |       | 50–75  | Report  |
| 14 maj | 18.30 | Sverige  | 3–2      | Ukraina  | 15–25 | 25–18 | 25–23 | 18–25 | 15–11 | 98–102 | Report  |
| 15 maj | 15.30 | Portugal | 0–3      | Ukraina  | 14–25 | 13–25 | 13–25 |       |       | 40–75  | Report  |
| 15 maj | 18.30 | Georgien | 0–3      | Sverige  | 16–25 | 13–25 | 10–25 |       |       | 39–75  | Report  |
| 16 maj | 15.30 | Ukraina  | 3–0      | Georgien | 25–6  | 25–19 | 25–9  |       |       | 75–34  | Report  |
| 16 maj | 18.30 | Portugal | 3–1      | Sverige  | 25–23 | 22–25 | 25–18 | 25–22 |       | 97–88  | Report  |

### Grupp C
| # | Lag       | Matcher | Matcher | Poäng | Set | Set | Set   | Bollpoäng | Bollpoäng | Bollpoäng |
| # | Lag       | V       | F       | Poäng | V   | F   | Kvot  | V         | F         | Kvot      |
| - | --------- | ------- | ------- | ----- | --- | --- | ----- | --------- | --------- | --------- |
| 1 | Grekland  | 6       | 0       | 18    | 18  | 0   |       | 450       | 253       | 1,779     |
| 2 | Spanien   | 4       | 2       | 12    | 12  | 7   | 1,714 | 441       | 347       | 1,271     |
| 3 | Österrike | 2       | 4       | 6     | 7   | 12  | 0,583 | 393       | 374       | 1,051     |
| 4 | Norge     | 0       | 6       | 0     | 0   | 18  | 0,000 | 140       | 450       | 0,311     |

Speltillfälle 1
- Arena:  Larissa Neapolis Indoor Arena, Larissa, Grekland

| Datum | Tid   |           | Resultat |           | Set 1 | Set 2 | Set 3 | Set 4 | Set 5 | Totalt | Rapport |
| ----- | ----- | --------- | -------- | --------- | ----- | ----- | ----- | ----- | ----- | ------ | ------- |
| 7 maj | 17.00 | Spanien   | 3–1      | Österrike | 28–26 | 25–18 | 23–25 | 25–23 |       | 101–92 | Report  |
| 7 maj | 20.00 | Grekland  | 3–0      | Norge     | 25–18 | 25–12 | 25–17 |       |       | 75–47  | Report  |
| 8 maj | 17.00 | Österrike | 3–0      | Norge     | 25–16 | 25–18 | 25–14 |       |       | 75–48  | Report  |
| 8 maj | 20.00 | Spanien   | 0–3      | Grekland  | 22–25 | 20–25 | 18–25 |       |       | 60–75  | Report  |
| 9 maj | 17.00 | Norge     | 0–3      | Spanien   | 17–25 | 15–25 | 13–25 |       |       | 45–75  | Report  |
| 9 maj | 20.00 | Österrike | 0–3      | Grekland  | 14–25 | 8–25  | 18–25 |       |       | 40–75  | Report  |

Speltillfälle 2
- Arena:  Raiffeisen Sportpark, Graz, Österrike

| Datum  | Tid   |           | Resultat |           | Set 1 | Set 2 | Set 3 | Set 4 | Set 5 | Totalt | Rapport |
| ------ | ----- | --------- | -------- | --------- | ----- | ----- | ----- | ----- | ----- | ------ | ------- |
| 13 maj | 17.35 | Österrike | 0–3      | Spanien   | 17–25 | 21–25 | 22–25 |       |       | 60–75  | Report  |
| 13 maj | 00.00 | Norge     | 0–3      | Grekland  | 0–25  | 0–25  | 0–25  |       |       | 0–75   | Report  |
| 14 maj | 17.35 | Spanien   | 0–3      | Grekland  | 19–25 | 15–25 | 21–25 |       |       | 55–75  | Report  |
| 14 maj | 00.00 | Norge     | 0–3      | Österrike | 0–25  | 0–25  | 0–25  |       |       | 0–75   | Report  |
| 15 maj | 00.00 | Spanien   | 3–0      | Norge     | 25–0  | 25–0  | 25–0  |       |       | 75–0   | Report  |
| 15 maj | 20.20 | Grekland  | 3–0      | Österrike | 25–16 | 25–18 | 25–17 |       |       | 75–51  | Report  |

### Grupp D
| # | Lag        | Matcher | Matcher | Poäng | Set | Set | Set    | Bollpoäng | Bollpoäng | Bollpoäng |
| # | Lag        | V       | F       | Poäng | V   | F   | Kvot   | V         | F         | Kvot      |
| - | ---------- | ------- | ------- | ----- | --- | --- | ------ | --------- | --------- | --------- |
| 1 | Slovakien  | 6       | 0       | 18    | 18  | 1   | 18,000 | 473       | 290       | 1,631     |
| 2 | Finland    | 4       | 2       | 11    | 13  | 9   | 1,444  | 440       | 441       | 0,998     |
| 3 | Montenegro | 2       | 4       | 7     | 9   | 13  | 0,692  | 463       | 496       | 0,933     |
| 4 | Kosovo     | 0       | 6       | 0     | 1   | 18  | 0,056  | 316       | 465       | 0,680     |

Speltillfälle 1
- Arena:  SC Verde Hall, Podgorica, Montenegro
- Alla tider är Central European Summer Time (UTC+02:00).

| Datum | Tid   |            | Resultat |            | Set 1 | Set 2 | Set 3 | Set 4 | Set 5 | Totalt  | Rapport |
| ----- | ----- | ---------- | -------- | ---------- | ----- | ----- | ----- | ----- | ----- | ------- | ------- |
| 7 maj | 17.00 | Finland    | 1–3      | Slovakien  | 24–26 | 25–22 | 14–25 | 19–25 |       | 82–98   | Report  |
| 7 maj | 20.00 | Montenegro | 3–0      | Kosovo     | 25–21 | 25–14 | 26–24 |       |       | 76–59   | Report  |
| 8 maj | 17.00 | Slovakien  | 3–0      | Kosovo     | 25–15 | 25–17 | 25–16 |       |       | 75–48   | Report  |
| 8 maj | 20.00 | Finland    | 3–2      | Montenegro | 24–26 | 25–23 | 25–17 | 22–25 | 15–13 | 111–104 | Report  |
| 9 maj | 17.00 | Kosovo     | 0–3      | Finland    | 15–25 | 10–25 | 15–25 |       |       | 40–75   | Report  |
| 9 maj | 20.00 | Slovakien  | 3–0      | Montenegro | 25–22 | 25–17 | 25–23 |       |       | 75–62   | Report  |

Speltillfälle 2
- Arena:  Nitra City Hall, Nitra, Slovakien
- Alla tider är Central European Summer Time (UTC+02:00).

| Datum  | Tid   |            | Resultat |            | Set 1 | Set 2 | Set 3 | Set 4 | Set 5 | Totalt | Rapport |
| ------ | ----- | ---------- | -------- | ---------- | ----- | ----- | ----- | ----- | ----- | ------ | ------- |
| 13 maj | 17.30 | Slovakien  | 3–0      | Montenegro | 25–14 | 25–10 | 25–23 |       |       | 75–47  | Report  |
| 13 maj | 20.30 | Kosovo     | 0–3      | Finland    | 9–25  | 16–25 | 14–25 |       |       | 39–75  | Report  |
| 14 maj | 17.30 | Montenegro | 1–3      | Finland    | 25–22 | 22–25 | 16–25 | 22–25 |       | 85–97  | Report  |
| 14 maj | 20.30 | Slovakien  | 3–0      | Kosovo     | 25–23 | 25–11 | 25–17 |       |       | 75–51  | Report  |
| 15 maj | 17.30 | Montenegro | 3–1      | Kosovo     | 25–19 | 14–25 | 25–21 | 25–14 |       | 89–79  | Report  |
| 15 maj | 20.30 | Finland    | 0–3      | Slovakien  | 0–25  | 0–25  | 0–25  |       |       | 0–75   | Report  |

### Grupp E
| # | Lag       | Matcher | Matcher | Poäng | Set | Set | Set   | Bollpoäng | Bollpoäng | Bollpoäng |
| # | Lag       | V       | F       | Poäng | V   | F   | Kvot  | V         | F         | Kvot      |
| - | --------- | ------- | ------- | ----- | --- | --- | ----- | --------- | --------- | --------- |
| 1 | Frankrike | 5       | 1       | 15    | 17  | 5   | 3,400 | 525       | 413       | 1,271     |
| 2 | Ungern    | 5       | 1       | 15    | 17  | 5   | 3,400 | 509       | 410       | 1,241     |
| 3 | Israel    | 2       | 4       | 5     | 6   | 14  | 0,429 | 367       | 454       | 0,808     |
| 4 | Danmark   | 0       | 6       | 1     | 2   | 18  | 0,111 | 354       | 478       | 0,741     |

Speltillfälle 1
- Arena:  Le Phare, Belfort, Frankrike

| Datum | Tid   |           | Resultat |           | Set 1 | Set 2 | Set 3 | Set 4 | Set 5 | Totalt | Rapport |
| ----- | ----- | --------- | -------- | --------- | ----- | ----- | ----- | ----- | ----- | ------ | ------- |
| 7 maj | 17.00 | Israel    | 0–3      | Ungern    | 18–25 | 14–25 | 12–25 |       |       | 44–75  | Report  |
| 7 maj | 20.00 | Danmark   | 0–3      | Frankrike | 18–25 | 15–25 | 16–25 |       |       | 49–75  | Report  |
| 8 maj | 17.00 | Frankrike | 2–3      | Ungern    | 24–26 | 25–14 | 25–19 | 23–25 | 12–15 | 109–99 | Report  |
| 8 maj | 20.00 | Danmark   | 0–3      | Israel    | 19–25 | 16–25 | 16–25 |       |       | 51–75  | Report  |
| 9 maj | 16.30 | Frankrike | 3–0      | Israel    | 25–16 | 25–19 | 25–14 |       |       | 75–49  | Report  |
| 9 maj | 19.30 | Ungern    | 3–0      | Danmark   | 25–18 | 25–20 | 25–13 |       |       | 75–51  | Report  |

Speltillfälle 2
- Arena:  Ludovika Arena, Budapest, Ungern

| Datum  | Tid   |           | Resultat |           | Set 1 | Set 2 | Set 3 | Set 4 | Set 5 | Totalt  | Rapport |
| ------ | ----- | --------- | -------- | --------- | ----- | ----- | ----- | ----- | ----- | ------- | ------- |
| 14 maj | 16.00 | Danmark   | 0–3      | Frankrike | 21–25 | 23–25 | 17–25 |       |       | 61–75   | Report  |
| 14 maj | 19.00 | Ungern    | 3–0      | Israel    | 25–19 | 25–16 | 25–16 |       |       | 75–51   | Report  |
| 15 maj | 16.00 | Frankrike | 3–0      | Israel    | 25–19 | 25–14 | 25–12 |       |       | 75–45   | Report  |
| 15 maj | 19.00 | Danmark   | 0–3      | Ungern    | 8–25  | 18–25 | 13–25 |       |       | 39–75   | Report  |
| 16 maj | 16.00 | Frankrike | 3–2      | Ungern    | 25–23 | 21–25 | 30–32 | 25–19 | 15–11 | 116–110 | Report  |
| 16 maj | 19.00 | Israel    | 3–2      | Danmark   | 26–24 | 25–14 | 18–25 | 17–25 | 17–15 | 103–103 | Report  |

### Grupp F
| # | Lag                     | Matcher | Matcher | Poäng | Set | Set | Set   | Bollpoäng | Bollpoäng | Bollpoäng |
| # | Lag                     | V       | F       | Poäng | V   | F   | Kvot  | V         | F         | Kvot      |
| - | ----------------------- | ------- | ------- | ----- | --- | --- | ----- | --------- | --------- | --------- |
| 1 | Tjeckien                | 6       | 0       | 18    | 18  | 2   | 9,000 | 491       | 372       | 1,320     |
| 2 | Bosnien och Hercegovina | 3       | 3       | 9     | 11  | 9   | 1,222 | 445       | 426       | 1,045     |
| 3 | Slovenien               | 3       | 3       | 9     | 10  | 11  | 0,909 | 479       | 476       | 1,006     |
| 4 | Lettland                | 0       | 6       | 0     | 1   | 18  | 0,056 | 337       | 478       | 0,705     |

Speltillfälle 1
- Arena:  Daugavpils Olympic Centre, Daugavpils, Lettland

| Datum | Tid   |                         | Resultat |                         | Set 1 | Set 2 | Set 3 | Set 4 | Set 5 | Totalt | Rapport |
| ----- | ----- | ----------------------- | -------- | ----------------------- | ----- | ----- | ----- | ----- | ----- | ------ | ------- |
| 6 maj | 16.00 | Slovenien               | 0–3      | Bosnien och Hercegovina | 23–25 | 20–25 | 24–26 |       |       | 67–76  | Report  |
| 6 maj | 19.40 | Lettland                | 0–3      | Tjeckien                | 19–25 | 17–25 | 9–25  |       |       | 45–75  | Report  |
| 7 maj | 16.00 | Bosnien och Hercegovina | 0–3      | Tjeckien                | 23–25 | 18–25 | 17–25 |       |       | 58–75  | Report  |
| 7 maj | 19.40 | Slovenien               | 3–0      | Lettland                | 25–15 | 29–27 | 25–14 |       |       | 79–56  | Report  |
| 8 maj | 16.00 | Tjeckien                | 3–1      | Slovenien               | 21–25 | 25–22 | 25–19 | 25–16 |       | 96–82  | Report  |
| 8 maj | 19.40 | Bosnien och Hercegovina | 3–0      | Lettland                | 25–10 | 25–14 | 25–22 |       |       | 75–46  | Report  |

Speltillfälle 2
- Arena:  Gradska Arena "Husejin Smajlović", Zenica, Bosnien och Herzegovina

| Datum  | Tid   |                         | Resultat |                         | Set 1 | Set 2 | Set 3 | Set 4 | Set 5 | Totalt | Rapport |
| ------ | ----- | ----------------------- | -------- | ----------------------- | ----- | ----- | ----- | ----- | ----- | ------ | ------- |
| 14 maj | 17.00 | Lettland                | 1–3      | Slovenien               | 14–25 | 22–25 | 25–23 | 21–25 |       | 82–98  | Report  |
| 14 maj | 20.00 | Bosnien och Hercegovina | 1–3      | Tjeckien                | 25–19 | 22–25 | 9–25  | 14–25 |       | 70–94  | Report  |
| 15 maj | 17.00 | Slovenien               | 0–3      | Tjeckien                | 18–25 | 15–25 | 22–25 |       |       | 55–75  | Report  |
| 15 maj | 20.00 | Lettland                | 0–3      | Bosnien och Hercegovina | 20–25 | 15–25 | 11–25 |       |       | 46–75  | Report  |
| 16 maj | 17.00 | Tjeckien                | 3–0      | Lettland                | 25–18 | 26–24 | 25–20 |       |       | 76–62  | Report  |
| 16 maj | 20.00 | Slovenien               | 3–1      | Bosnien och Hercegovina | 23–25 | 25–22 | 25–22 | 25–22 |       | 98–91  | Report  |